# Ekstraklasa w piłce nożnej (2017/2018)/Wyniki spotkań fazy finałowej

## Zestawienie wszystkich rozegranych meczów
Kliknięcie na wynik powoduje przejście do opisu danego spotkania.
Stan po zakończeniu fazy finałowej.
|                       | LPO | JAG | LEG | WPŁ | GZA | KOR | WKR | ZLU |
| --------------------- | --- | --- | --- | --- | --- | --- | --- | --- |
| Lech Poznań           | –   | 0:2 | 0:3 |     | 2:4 | 0:1 |     |     |
| Jagiellonia Białystok |     | –   | 0:0 | 2:1 | 1:2 |     | 0:1 |     |
| Legia Warszawa        |     |     | –   | 3:2 | 2:0 | 3:1 |     | 0:1 |
| Wisła Płock           | 0:0 |     |     | –   |     | 4:1 | 2:2 | 1:2 |
| Górnik Zabrze         |     |     |     | 0:1 | –   | 2:2 | 2:0 |     |
| Korona Kielce         |     | 0:3 |     |     |     | –   | 0:3 | 0:2 |
| Wisła Kraków          | 1:1 |     | 0:1 |     |     |     | –   | 3:0 |
| Zagłębie Lubin        | 0:1 | 1:2 |     |     | 0:2 |     |     | –   |

|                              | ARK | CRA | ŚLĄ | POG | PIA | LGD | TBB | SNS |
| ---------------------------- | --- | --- | --- | --- | --- | --- | --- | --- |
| Arka Gdynia                  | –   | 2:0 | 0:1 |     | 1:5 | 1:2 |     |     |
| Cracovia                     |     | –   | 3:3 | 1:4 | 2:1 |     | 4:2 |     |
| Śląsk Wrocław                |     |     | –   | 2:0 | 3:1 | 3:1 |     | 1:0 |
| Pogoń Szczecin               | 3:2 |     |     | –   |     | 1:1 | 2:0 | 2:0 |
| Piast Gliwice                |     |     |     | 0:0 | –   | 0:2 | 4:0 |     |
| Lechia Gdańsk                |     | 0:0 |     |     |     | –   | 0:1 | 1:1 |
| Termalica Bruk-Bet Nieciecza | 2:1 |     | 1:2 |     |     |     | –   | 1:1 |
| Sandecja Nowy Sącz           | 3:1 | 0:1 |     |     | 2:1 |     |     | –   |

Drużyna gospodarzy jest wymieniona po lewej stronie tabeli.

Kolory: Niebieski = wygrana gospodarzy; Biały = remis; Czerwony = zwycięstwo gości.

## Runda finałowa (13 kwietnia – 20 maja)
Źródło 1:
Źródło 2:
Źródło 3:

### 31. kolejka (13–16 kwietnia)

#### Grupa A
| 13 kwietnia 2018 | Lech Poznań                        | 0:1   | Korona Kielce                                              |                                                                            |
| 20:30            |                                    | (0:1) | 35' Kapidžić                                               | Stadion Miejski, Poznań Widzów: 20 054 Sędzia: Krzysztof Jakubik (Siedlce) |
| 20:30            | Gumny 14' · Jevtić 50' · Klupś 73' | (0:1) | 32' Diaw · 45' Kosakiewicz · 65' Alomerović · 90+2' Dejmek | Stadion Miejski, Poznań Widzów: 20 054 Sędzia: Krzysztof Jakubik (Siedlce) |

| 14 kwietnia 2018 | Jagiellonia Białystok          | 1:2   | Górnik Zabrze    |                                                                                 |
| 18:00            | Świderski 89'                  | (0:0) | 81' 85' Angulo   | Stadion Miejski, Białystok Widzów: 11 098 Sędzia: Tomasz Kwiatkowski (Warszawa) |
| 18:00            | Böðvarsson 20' · Romanczuk 49' | (0:0) | 16' Gryszkiewicz | Stadion Miejski, Białystok Widzów: 11 098 Sędzia: Tomasz Kwiatkowski (Warszawa) |

| 14 kwietnia 2018 | Legia Warszawa  | 0:1   | Zagłębie Lubin             | |
| 20:30            |                 | (0:0) | 64' Starzyński             | Stadion Miejski Legii Warszawa im. Marszałka Józefa Piłsudskiego, Warszawa Widzów: 13 081 Sędzia: Tomasz Musiał (Kraków) |
| 20:30            | Jędrzejczyk 64' | (0:0) | 57' Slisz · 58' Matuszczyk | Stadion Miejski Legii Warszawa im. Marszałka Józefa Piłsudskiego, Warszawa Widzów: 13 081 Sędzia: Tomasz Musiał (Kraków) |

| 16 kwietnia 2018 | Wisła Płock                  | 2:2   | Wisła Kraków                                       |                                                                                        |
| 18:00            | Uryga 24' · Cywka 47' (sam.) | (1:2) | 12' Bartkowski · 32' Halilović                     | Stadion im. Kazimierza Górskiego, Płock Widzów: 7 012 Sędzia: Artur Aluszyk (Szczecin) |
| 18:00            | Uryga 42' · Štilić 53'       | (1:2) | 40' Llonch · 73' Imaz · 78' Bartkowski · 82' Vélez | Stadion im. Kazimierza Górskiego, Płock Widzów: 7 012 Sędzia: Artur Aluszyk (Szczecin) |

#### Grupa B
| 13 kwietnia 2018 | Arka Gdynia                                                                  | 1:2   | Lechia Gdańsk                                                                        |                                                                            |
| 18:00            | Szwoch 9' (k)                                                                | (1:2) | 22' Vitória · 43' Paixão                                                             | Stadion Miejski, Gdynia Widzów: 11 876 Sędzia: Paweł Raczkowski (Warszawa) |
| 18:00            | Szwoch 45+1' · Vinícius 45+6' · Jankowski 49' · Sołdecki 81' · Marcjanik 89' | (1:2) | 7' Stolarski · 14' Łukasik · 45+6' Kuciak · 45+6' Vitória · 55' Nalepa · 90+5' Nunes | Stadion Miejski, Gdynia Widzów: 11 876 Sędzia: Paweł Raczkowski (Warszawa) |

| 14 kwietnia 2018 | Cracovia               | 2:1   | Piast Gliwice                   |                                                                                           |
| 15:30            | Dimun 45' · Piątek 67' | (1:0) | 60' Živec                       | Stadion Cracovii im. Józefa Piłsudskiego, Kraków Widzów: 2 147 Sędzia: Paweł Gil (Lublin) |
| 15:30            | Dytiatjew 57'          | (1:0) | 40' Papadopulos · 79' Kirkeskov | Stadion Cracovii im. Józefa Piłsudskiego, Kraków Widzów: 2 147 Sędzia: Paweł Gil (Lublin) |

| 15 kwietnia 2018 | Pogoń Szczecin | 2:0   | Bruk-Bet Termalica Nieciecza |                                                                                                  |
| 15:30            | Buksa 51' 55'  | (0:0) |                              | Stadion Miejski im. Floriana Krygiera, Szczecin Widzów: 6 592 Sędzia: Bartosz Frankowski (Toruń) |
| 15:30            | 44' Grzelak    | (0:0) |                              | Stadion Miejski im. Floriana Krygiera, Szczecin Widzów: 6 592 Sędzia: Bartosz Frankowski (Toruń) |

| 15 kwietnia 2018 | Śląsk Wrocław                | 1:0   | Sandecja Nowy Sącz                        |                                                                    |
| 17:30            | Cholewiak 1'                 | (1:0) |                                           | Stadion Wrocław, Wrocław Widzów: 6 245 Sędzia: Piotr Lasyk (Bytom) |
| 17:30            | Riera 31', 72' · Kosecki 76' | (1:0) | 33' Kraczunow · 84' Małkowski · 85' Baran | Stadion Wrocław, Wrocław Widzów: 6 245 Sędzia: Piotr Lasyk (Bytom) |

### 32. kolejka (20-23 kwietnia)

#### Grupa A
| 20 kwietnia 2018 | Zagłębie Lubin                                                         | 0:1   | Lech Poznań                                                            |                                                                                   |
| 20:30            |                                                                        | (0:0) | 52' Gytkjær                                                            | Stadion Zagłębia Lubin, Lubin Widzów: 12 721 Sędzia: Daniel Stefański (Bydgoszcz) |
| 20:30            | Tosik 24' · Matuszczyk 42' · Pietrzak 61' · Starzyński 66' · Mareš 88' | (0:0) | 3' Gytkjær · 15' Vujadinović · 32' Gumny · 60' Majewski · 88' Putnocký | Stadion Zagłębia Lubin, Lubin Widzów: 12 721 Sędzia: Daniel Stefański (Bydgoszcz) |

| 21 kwietnia 2018 | Górnik Zabrze                               | 0:1   | Wisła Płock              |                                                                                 |
| 18:00            |                                             | (0:1) | 45' Uryga                | Stadion im. Ernesta Pohla, Zabrze Widzów: 14 891 Sędzia: Tomasz Musiał (Kraków) |
| 18:00            | Wieteska 41' · Bochniewicz 60' · Suárez 89' | (0:1) | 25' Varela · 90+3' Uryga | Stadion im. Ernesta Pohla, Zabrze Widzów: 14 891 Sędzia: Tomasz Musiał (Kraków) |

| 21 kwietnia 2018 | Korona Kielce                              | 0:3   | Jagiellonia Białystok                   |                                                                           |
| 20:30            |                                            | (0:0) | 63' Bezjak · 71' 90' Novikovas          | Kolporter Arena, Kielce Widzów: 7 510 Sędzia: Paweł Raczkowski (Warszawa) |
| 20:30            | Jukić 32' · Kecskés 87' · Cvijanović 90+1' | (0:0) | 41' Kwiecień · 58' Runje · 90+1' Wlazło | Kolporter Arena, Kielce Widzów: 7 510 Sędzia: Paweł Raczkowski (Warszawa) |

| 22 kwietnia 2018 | Wisła Kraków                        | 0:1   | Legia Warszawa                               |                                                                                                  |
| 18:00            |                                     | (0:1) | 43' Pasquato                                 | Stadion Miejski im. Henryka Reymana, Kraków Widzów: 23 156 Sędzia: Mariusz Złotek (Stalowa Wola) |
| 18:00            | Arsenić 55' · Cywka 75' · Vélez 89' | (0:1) | 52' Antolić · 45+1', 62' Niezgoda · 81' Rémy | Stadion Miejski im. Henryka Reymana, Kraków Widzów: 23 156 Sędzia: Mariusz Złotek (Stalowa Wola) |

- Druga żółta kartka Jarosława Niezgody nie jest wliczana do rejestru kartek jako pokazana niesłusznie

#### Grupa B
| 20 kwietnia 2018 | Bruk-Bet Termalica Nieciecza               | 1:2   | Śląsk Wrocław                             |                                                                                |
| 18:00            | Štefánik 26'                               | (1:2) | 23' (k) 39' (k) Robak                     | Stadion Nieciecza KS, Nieciecza Widzów: 2 723 Sędzia: Zbigniew Dobrynin (Łódź) |
| 18:00            | Štefánik 35' · Mikovič 38' · Szeliga 90+2' | (1:2) | 18' Rieder · 90' Pich · 90+2' Pałaszewski | Stadion Nieciecza KS, Nieciecza Widzów: 2 723 Sędzia: Zbigniew Dobrynin (Łódź) |

| 21 kwietnia 2018 | Piast Gliwice | 0:0   | Pogoń Szczecin           |                                                                            |
| 15:30            |               | (0:0) |                          | Stadion Miejski, Gliwice Widzów: 3 249 Sędzia: Krzysztof Jakubik (Siedlce) |
| 15:30            | Sedlar 89'    | (0:0) | 42' Hołota · 47' Matynia | Stadion Miejski, Gliwice Widzów: 3 249 Sędzia: Krzysztof Jakubik (Siedlce) |

| 22 kwietnia 2018 | Sandecja Nowy Sącz                                        | 3:1   | Arka Gdynia                         |                                                                                  |
| 15:30            | Zbozień 50' (sam.) · Warcholak 90' (sam.) · Danek 90+4'   | (0:0) | 72' Esqueda                         | Stadion Nieciecza KS, Nieciecza Widzów: 807 Sędzia: Jarosław Przybył (Kluczbork) |
| 15:30            | Benga 28' · Małkowski 76' · Szufryn 86' · Piter-Bučko 86' | (0:0) | 19' Kun · 48' Kakoko · 69' Punguras | Stadion Nieciecza KS, Nieciecza Widzów: 807 Sędzia: Jarosław Przybył (Kluczbork) |

| 23 kwietnia 2018 | Lechia Gdańsk                           | 0:0   | Cracovia                |                                                                                   |
| 18:00            |                                         | (0:0) |                         | Stadion Energa Gdańsk, Gdańsk Widzów: 8 722 Sędzia: Tomasz Kwiatkowski (Warszawa) |
| 18:00            | Nalepa 17' · Vitória 64' · Oliveira 68' | (0:0) | 63' Zenjov · 66' Pestka | Stadion Energa Gdańsk, Gdańsk Widzów: 8 722 Sędzia: Tomasz Kwiatkowski (Warszawa) |

### 33. kolejka (27-30 kwietnia)

#### Grupa A
| 27 kwietnia 2018 | Legia Warszawa                                          | 3:1   | Korona Kielce                            | |
| 20:30            | Szymański 47' · Niezgoda 56' · Miroslav Radović 79' (k) | (0:0) | 89' Cvijanović                           | Stadion Miejski Legii Warszawa im. Marszałka Józefa Piłsudskiego, Warszawa Widzów: 16 865 Sędzia: Piotr Lasyk (Bytom) |
| 20:30            | Astiz 53'                                               | (0:0) | 24' Petrak · 32' Rymaniak · 78' Kallaste | Stadion Miejski Legii Warszawa im. Marszałka Józefa Piłsudskiego, Warszawa Widzów: 16 865 Sędzia: Piotr Lasyk (Bytom) |

| 28 kwietnia 2018 | Wisła Płock    | 1:2   | Zagłębie Lubin                       |                                                                                           |
| 15:30            | Varela 30' (k) | (1:1) | 37' Tuszyński · 90+1' (k) Starzyński | Stadion im. Kazimierza Górskiego, Płock Widzów: 7 119 Sędzia: Krzysztof Jakubik (Siedlce) |
| 15:30            | Byrtek 49'     | (1:1) |                                      | Stadion im. Kazimierza Górskiego, Płock Widzów: 7 119 Sędzia: Krzysztof Jakubik (Siedlce) |

| 28 kwietnia 2018 | Lech Poznań                                  | 2:4   | Górnik Zabrze                                                    |                                                                           |
| 20:30            | Chobłenko 75' · Gajos 90+3'                  | (0:2) | 18' Urynowicz · 35' Wieteska · 68' Matuszek · 73' Kądzior        | Stadion Miejski, Poznań Widzów: 28 629 Sędzia: Bartosz Frankowski (Toruń) |
| 20:30            | Majewski 58' · Vujadinović 79' · Dilaver 83' | (0:2) | 59' Bochniewicz · 79' Wieteska · 86' Gryszkiewicz · 90' Matuszek | Stadion Miejski, Poznań Widzów: 28 629 Sędzia: Bartosz Frankowski (Toruń) |

| 29 kwietnia 2018 | Jagiellonia Białystok     | 0:1   | Wisła Kraków                                               |                                                                                |
| 18:00            |                           | (0:0) | 83' Arsenić                                                | Stadion Miejski, Białystok Widzów: 15 534 Sędzia: Daniel Stefański (Bydgoszcz) |
| 18:00            | Romanczuk 75' · Runje 90' | (0:0) | 52' Arsenić · 56' Wasilewski · 60' Mitrović · 90+3' Cuesta | Stadion Miejski, Białystok Widzów: 15 534 Sędzia: Daniel Stefański (Bydgoszcz) |

- Żółta kartka Ivana Runje nie jest wliczana do rejestru kartek jako pokazana niesłusznie

#### Grupa B
| 27 kwietnia 2018 | Arka Gdynia                 | 1:5   | Piast Gliwice                                                         |                                                                           |
| 18:00            | Jankowski 62'               | (0:1) | 25' 51' Živec · 50' (k) Hateley · 82' Konczkowski · 90+2' Papadopulos | Stadion Miejski, Gdynia Widzów: 4 666 Sędzia: Paweł Raczkowski (Warszawa) |
| 18:00            | Sołdecki 51' · Vinícius 71' | (0:1) | 32' Jodłowiec · 77' Sedlar                                            | Stadion Miejski, Gdynia Widzów: 4 666 Sędzia: Paweł Raczkowski (Warszawa) |

| 28 kwietnia 2018 | Pogoń Szczecin            | 2:0   | Sandecja Nowy Sącz | |
| 18:00            | Nunes 42' · Buksa 51'     | (1:0) |                    | Stadion Miejski im. Floriana Krygiera, Szczecin Widzów: 15 288 Sędzia: Tomasz Kwiatkowski (Warszawa) |
| 18:00            | Zwoliński 72' · Dwali 77' | (1:0) | 59' Kraczunow      | Stadion Miejski im. Floriana Krygiera, Szczecin Widzów: 15 288 Sędzia: Tomasz Kwiatkowski (Warszawa) |

| 29 kwietnia 2018 | Cracovia                                        | 4:2   | Bruk-Bet Termalica Nieciecza                                            | |
| 15:30            | Brock-Madsen 16' · Piątek 82' (k) 87' (k) 90+3' | (1:2) | 6' (k) Štefánik · 30' Grzelak                                           | Stadion Cracovii im. Józefa Piłsudskiego, Kraków Widzów: 2 263 Sędzia: Mariusz Złotek (Stalowa Wola) |
| 15:30            | Dytiatjew 29' · Dimun 32' · Ferraresso 90'      | (1:2) | 60' Kupczak · 73' Szeliga · 80' Grzelak · 90+2' Putiwcew · 90+2' Gergel | Stadion Cracovii im. Józefa Piłsudskiego, Kraków Widzów: 2 263 Sędzia: Mariusz Złotek (Stalowa Wola) |

| 30 kwietnia 2018 | Śląsk Wrocław                                     | 3:1   | Lechia Gdańsk                                          |                                                                    |
| 18:00            | Robak 26' (k) · Kosecki 30' 45+1'                 | (3:1) | 37' Peszko                                             | Stadion Wrocław, Wrocław Widzów: 14 314 Sędzia: Paweł Gil (Lublin) |
| 18:00            | Rieder 56' · Pich 71' · Chrapek 77' · Kosecki 84' | (3:1) | 39' Lipski · 44' Stolarski · 73' Oliveira · 82' Peszko | Stadion Wrocław, Wrocław Widzów: 14 314 Sędzia: Paweł Gil (Lublin) |

### 34. kolejka (4-6 maja)

#### Grupa A
| 5 maja 2018 | Wisła Płock                            | 0:0   | Lech Poznań                    |                                                                                              |
| 20:30       |                                        | (0:0) |                                | Stadion im. Kazimierza Górskiego, Płock Widzów: 10 021 Sędzia: Tomasz Kwiatkowski (Warszawa) |
| 20:30       | Furman 21' · Štilić 45' · Dźwigała 76' | (0:0) | 15' Majewski · 83' Makuszewski | Stadion im. Kazimierza Górskiego, Płock Widzów: 10 021 Sędzia: Tomasz Kwiatkowski (Warszawa) |

| 6 maja 2018 | Korona Kielce                                                | 0:3   | Wisła Kraków                               |                                                                         |
| 15:30       |                                                              | (0:2) | 5' 70' Carlitos · 43' Imaz                 | Kolporter Arena, Kielce Widzów: 7 867 Sędzia: Łukasz Szczech (Warszawa) |
| 15:30       | Jukić 15' · Alomerović 36' · Kovačević 51' · Gardawski 90+3' | (0:2) | 30' Boguski · 81' Cuesta · 90+3' Halilović | Kolporter Arena, Kielce Widzów: 7 867 Sędzia: Łukasz Szczech (Warszawa) |

| 6 maja 2018 | Zagłębie Lubin         | 0:2   | Górnik Zabrze              |                                                                        |
| 15:30       |                        | (0:2) | 7' Urynowicz · 34' Kądzior | Stadion Zagłębia Lubin, Lubin Widzów: 6 125 Sędzia: Paweł Gil (Lublin) |
| 15:30       | Guldan 76' · Tosik 85' | (0:2) | 67' Gryszkiewicz           | Stadion Zagłębia Lubin, Lubin Widzów: 6 125 Sędzia: Paweł Gil (Lublin) |

| 6 maja 2018 | Jagiellonia Białystok | 0:0   | Legia Warszawa                         |                                                                          |
| 18:00       |                       | (0:0) |                                        | Stadion Miejski, Białystok Widzów: 18 763 Sędzia: Tomasz Musiał (Kraków) |
| 18:00       | Bezjak 84'            | (0:0) | 18' Hloušek · 52' Astiz · 86' Philipps | Stadion Miejski, Białystok Widzów: 18 763 Sędzia: Tomasz Musiał (Kraków) |

#### Grupa B
| 4 maja 2018 | Cracovia                           | 3:3   | Śląsk Wrocław                           | |
| 18:00       | Helik 40' · Piątek 42' · Dimun 86' | (2:1) | 28' (k) Robak · 50' Celeban · 71' Piech | Stadion Cracovii im. Józefa Piłsudskiego, Kraków Widzów: 2 159 Sędzia: Daniel Stefański (Bydgoszcz) |
| 18:00       | Helik 27'                          | (2:1) | 67' Augusto · 76' Srnić                 | Stadion Cracovii im. Józefa Piłsudskiego, Kraków Widzów: 2 159 Sędzia: Daniel Stefański (Bydgoszcz) |

| 4 maja 2018 | Lechia Gdańsk                  | 0:1   | Bruk-Bet Termalica Nieciecza |                                                                              |
| 20:30       |                                | (0:0) | 74' Gutkovskis               | Stadion Energa Gdańsk, Gdańsk Widzów: 9 411 Sędzia: Szymon Marciniak (Płock) |
| 20:30       | Chrzanowski 32' · Sławczew 63' | (0:0) | 60' Grzelak · 86' Jovanović  | Stadion Energa Gdańsk, Gdańsk Widzów: 9 411 Sędzia: Szymon Marciniak (Płock) |

| 5 maja 2018 | Sandecja Nowy Sącz                          | 2:1   | Piast Gliwice |                                                                                   |
| 15:30       | Piszczek 28' · Trochim 90'                  | (1:0) | 66' Jodłowiec | Stadion Nieciecza KS, Nieciecza Widzów: 1 374 Sędzia: Krzysztof Jakubik (Siedlce) |
| 15:30       | 2' Korun · 55' Czerwiński · 74' Papadopulos | (1:0) |               | Stadion Nieciecza KS, Nieciecza Widzów: 1 374 Sędzia: Krzysztof Jakubik (Siedlce) |

| 5 maja 2018 | Pogoń Szczecin                         | 3:2   | Arka Gdynia                                                             | |
| 18:00       | Drygas 33' · Frączczak 56' · Buksa 81' | (1:1) | 40' (k) Szwoch · 62' Jurado                                             | Stadion Miejski im. Floriana Krygiera, Szczecin Widzów: 10 199 Sędzia: Mariusz Złotek (Stalowa Wola) |
| 18:00       | Drygas 36' · Hołota 70'                | (1:1) | 29' Helstrup · 46' Socha · 48' Marciniak · 85' Piesio · 90', 90' Jurado | Stadion Miejski im. Floriana Krygiera, Szczecin Widzów: 10 199 Sędzia: Mariusz Złotek (Stalowa Wola) |

### 35. kolejka (8-9 maja)

#### Grupa A
| 9 maja 2018 | Górnik Zabrze                    | 2:2   | Korona Kielce                        |                                                                                        |
| 18:00       | Urynowicz 1' · Bochniewicz 58'   | (1:2) | 21' 28' Soriano                      | Stadion im. Ernesta Pohla, Zabrze Widzów: 15 261 Sędzia: Tomasz Kwiatkowski (Warszawa) |
| 18:00       | Żurkowski 63' · Gryszkiewicz 76' | (1:2) | 9' Janjić · 64' Dejmek · 80' Możdżeń | Stadion im. Ernesta Pohla, Zabrze Widzów: 15 261 Sędzia: Tomasz Kwiatkowski (Warszawa) |

| 9 maja 2018 | Legia Warszawa                | 3:2   | Wisła Płock                                              | |
| 18:00       | Cafú 35' 87' · Kucharczyk 71' | (1:0) | 79' Uryga · 83' Biliński                                 | Stadion Miejski Legii Warszawa im. Marszałka Józefa Piłsudskiego, Warszawa Widzów: 16 043 Sędzia: Jarosław Przybył (Kluczbork) |
| 18:00       | Maurício 21', 81' · Broź 73'  | (1:0) | 34' Štilić · 50' Łukowski · 67' Varela · 90+5' Szymański | Stadion Miejski Legii Warszawa im. Marszałka Józefa Piłsudskiego, Warszawa Widzów: 16 043 Sędzia: Jarosław Przybył (Kluczbork) |

| 9 maja 2018 | Lech Poznań     | 0:2   | Jagiellonia Białystok       |                                                                    |
| 20:30       |                 | (0:1) | 16' Sheridan · 56' Kwiecień | Stadion Miejski, Poznań Widzów: 24 288 Sędzia: Piotr Lasyk (Bytom) |
| 20:30       | Makuszewski 87' | (0:1) | 37' Burliga · 81' Wlazło    | Stadion Miejski, Poznań Widzów: 24 288 Sędzia: Piotr Lasyk (Bytom) |

| 9 maja 2018 | Wisła Kraków                            | 3:0   | Zagłębie Lubin                            |                                                                                               |
| 20:30       | Carlitos 33' · Boguski 83' 90'          | (1:0) |                                           | Stadion Miejski im. Henryka Reymana, Kraków Widzów: 7 063 Sędzia: Dominik Sulikowski (Gdańsk) |
| 20:30       | Arsenić 58' · Carlitos 61' · Llonch 81' | (1:0) | 24' Jagiełło · 29' Matuszczyk · 35' Tosik | Stadion Miejski im. Henryka Reymana, Kraków Widzów: 7 063 Sędzia: Dominik Sulikowski (Gdańsk) |

#### Grupa B
| 8 maja 2018 | Bruk-Bet Termalica Nieciecza           | 1:1   | Sandecja Nowy Sącz                           |                                                                                |
| 18:00       | Śpiączka 7'                            | (1:0) | 77' Małkowski                                | Stadion Nieciecza KS, Nieciecza Widzów: 3 237 Sędzia: Szymon Marciniak (Płock) |
| 18:00       | Putiwcew 44' · Kupczak 49' · Matei 83' | (1:0) | 31' Szufryn · 52' Kasprzak · 60' Piter-Bučko | Stadion Nieciecza KS, Nieciecza Widzów: 3 237 Sędzia: Szymon Marciniak (Płock) |

| 8 maja 2018 | Piast Gliwice | 0:2   | Lechia Gdańsk             |                                                                             |
| 18:00       |               | (0:1) | 45' Nalepa · 78' Oliveira | Stadion Miejski, Gliwice Widzów: 3 427 Sędzia: Daniel Stefański (Bydgoszcz) |
| 18:00       | Jodłowiec 38' | (0:1) | 42' Łukasik · 66' Vitória | Stadion Miejski, Gliwice Widzów: 3 427 Sędzia: Daniel Stefański (Bydgoszcz) |

| 8 maja 2018 | Arka Gdynia                    | 2:0   | Cracovia                                                   |                                                                        |
| 20:30       | Siemaszko 10' · Szwoch 80' (k) | (1:0) |                                                            | Stadion Miejski, Gdynia Widzów: 3 677 Sędzia: Zbigniew Dobrynin (Łódź) |
| 20:30       | Sołdecki 19' · Nalepa 82'      | (1:0) | 63' Ferraresso · 66' Datković · 84' Hernández · 87' Čovilo | Stadion Miejski, Gdynia Widzów: 3 677 Sędzia: Zbigniew Dobrynin (Łódź) |

| 8 maja 2018 | Śląsk Wrocław                                   | 2:0   | Pogoń Szczecin                             |                                                                           |
| 20:30       | Chrapek 45+2' · Piech 49'                       | (1:0) |                                            | Stadion Wrocław, Wrocław Widzów: 5 142 Sędzia: Bartosz Frankowski (Toruń) |
| 20:30       | Lewandowski 19' · Cholewiak 45+4' · Augusto 73' | (1:0) | 13' Budziłek · 21' Piotrowski · 83' Drygas | Stadion Wrocław, Wrocław Widzów: 5 142 Sędzia: Bartosz Frankowski (Toruń) |

### 36. kolejka (12-13 maja)

#### Grupa A
| 13 maja 2018 | Legia Warszawa                                 | 2:0   | Górnik Zabrze                  | |
| 18:00        | Szymański 22' · Bochniewicz 75' (sam.)         | (1:0) |                                | Stadion Miejski Legii Warszawa im. Marszałka Józefa Piłsudskiego, Warszawa Widzów: 25 980 Sędzia: Szymon Marciniak (Płock) |
| 18:00        | Broź 35', 77' · Philipps 45' · Jędrzejczyk 47' | (1:0) | 35' Urynowicz · 44' Wolniewicz | Stadion Miejski Legii Warszawa im. Marszałka Józefa Piłsudskiego, Warszawa Widzów: 25 980 Sędzia: Szymon Marciniak (Płock) |

| 13 maja 2018 | Wisła Kraków               | 1:1   | Lech Poznań                                             |                                                                                                |
| 18:00        | Brożek 90+10'              | (0:0) | 49' Gytkjær                                             | Stadion Miejski im. Henryka Reymana, Kraków Widzów: 20 823 Sędzia: Krzysztof Jakubik (Siedlce) |
| 18:00        | Boguski 69' · Cuesta 90+7' | (0:0) | 39' Gumny · 90+7' Janicki · 90+8' Burić · 90+8' Dilaver | Stadion Miejski im. Henryka Reymana, Kraków Widzów: 20 823 Sędzia: Krzysztof Jakubik (Siedlce) |

- Mecz przerwany w 58. minucie na 12 minut z powodu zadymienia boiska

| 13 maja 2018 | Wisła Płock                                  | 4:1   | Korona Kielce                    |                                                                                            |
| 18:00        | Kanté 2' 41' · Biliński 14' · Varela 88' (k) | (3:0) | 78' (k) Kapidžić                 | Stadion im. Kazimierza Górskiego, Płock Widzów: 6 315 Sędzia: Daniel Stefański (Bydgoszcz) |
| 18:00        | Michalak 47' · Szymański 58'                 | (3:0) | 27' Możdżeń · 45', 79' Gardawski | Stadion im. Kazimierza Górskiego, Płock Widzów: 6 315 Sędzia: Daniel Stefański (Bydgoszcz) |

| 13 maja 2018 | Zagłębie Lubin                      | 1:2   | Jagiellonia Białystok                   |                                                                                  |
| 18:00        | Tosik 87'                           | (0:1) | 24' Romanczuk · 52' Kwiecień            | Stadion Zagłębia Lubin, Lubin Widzów: 3 890 Sędzia: Jarosław Przybył (Kluczbork) |
| 18:00        | Mareš 31' · Tosik 45+1' · Balić 90' | (0:1) | 56' Burliga · 83' Sheridan · 90' Bezjak | Stadion Zagłębia Lubin, Lubin Widzów: 3 890 Sędzia: Jarosław Przybył (Kluczbork) |

#### Grupa B
| 12 maja 2018 | Bruk-Bet Termalica Nieciecza    | 2:1   | Arka Gdynia |                                                                                   |
| 15:30        | Śpiączka 45+1' · Gutkovskis 59' | (1:1) | 20' Janus   | Stadion Nieciecza KS, Nieciecza Widzów: 2 576 Sędzia: Paweł Raczkowski (Warszawa) |

| 12 maja 2018 | Pogoń Szczecin                                     | 1:1   | Lechia Gdańsk                                                | |
| 15:30        | Frączczak 21'                                      | (1:1) | 29' Lipski                                                   | Stadion Miejski im. Floriana Krygiera, Szczecin Widzów: 8 761 Sędzia: Tomasz Kwiatkowski (Warszawa) |
| 15:30        | Rudol 14' · Kowalczyk 46' · Buksa 65' · Drygas 73' | (1:1) | 11' Mladenović · 42' Borysiuk · 45' Peszko · 48' Chrzanowski | Stadion Miejski im. Floriana Krygiera, Szczecin Widzów: 8 761 Sędzia: Tomasz Kwiatkowski (Warszawa) |

| 12 maja 2018 | Sandecja Nowy Sącz                    | 0:1   | Cracovia  |                                                                                  |
| 15:30        |                                       | (0:1) | 29' Helik | Stadion Nieciecza KS, Nieciecza Widzów: 2 353 Sędzia: Bartosz Frankowski (Toruń) |
| 15:30        | Baran 8' · Šovšić 69' · Szufryn 90+5' | (0:1) |           | Stadion Nieciecza KS, Nieciecza Widzów: 2 353 Sędzia: Bartosz Frankowski (Toruń) |

| 12 maja 2018 | Śląsk Wrocław            | 3:1   | Piast Gliwice |                                                                       |
| 15:30        | Pich 30' 86' · Robak 42' | (2:0) | 67' Živec     | Stadion Wrocław, Wrocław Widzów: 8 533 Sędzia: Tomasz Musiał (Kraków) |
| 15:30        | 47' Kirkeskov            | (2:0) |               | Stadion Wrocław, Wrocław Widzów: 8 533 Sędzia: Tomasz Musiał (Kraków) |

### 37. kolejka (19-20 maja)

#### Grupa A
| 20 maja 2018 | Górnik Zabrze                                                 | 2:0   | Wisła Kraków                                         |                                                                                       |
| 18:00        | Matuszek 32' · Angulo 87'                                     | (1:0) |                                                      | Stadion im. Ernesta Pohla, Zabrze Widzów: 24 563 Sędzia: Jarosław Przybył (Kluczbork) |
| 18:00        | Wieteska 25' · Bochniewicz 64' · Żurkowski 74' · Matuszek 80' | (1:0) | 35' Basha · 82' Llonch · 88' Wojtkowski · 89' Brożek | Stadion im. Ernesta Pohla, Zabrze Widzów: 24 563 Sędzia: Jarosław Przybył (Kluczbork) |

| 20 maja 2018 | Jagiellonia Białystok                     | 2:1   | Wisła Płock                                                                        |                                                                       |
| 18:00        | Runje 44' · Sheridan 65'                  | (1:1) | 35' Kanté                                                                          | Stadion Miejski, Białystok Widzów: 20 086 Sędzia: Piotr Lasyk (Bytom) |
| 18:00        | Burliga 33' · Kwiecień 51' · Sheridan 84' | (1:1) | 37' Štilić · 40' Stefańczyk · 52' Kanté · 61', 82' Furman · 84' Uryga · 86' Varela | Stadion Miejski, Białystok Widzów: 20 086 Sędzia: Piotr Lasyk (Bytom) |

| 20 maja 2018 | Korona Kielce                             | 0:2   | Zagłębie Lubin   |                                                                        |
| 18:00        |                                           | (0:1) | 9' 69' Tuszyński | Kolporter Arena, Kielce Widzów: 6 268 Sędzia: Artur Aluszyk (Szczecin) |
| 18:00        | Kaczarawa 26' · Dziubek 80' · Aankour 85' | (0:1) | 55' Matras       | Kolporter Arena, Kielce Widzów: 6 268 Sędzia: Artur Aluszyk (Szczecin) |

| 20 maja 2018 | Lech Poznań                | 0:3 (wo.) | Legia Warszawa               |                                                                             |
| 18:00        |                            |           | 10' Antolić · 69' Kucharczyk | Stadion Miejski, Poznań Widzów: 27 617 Sędzia: Daniel Stefański (Bydgoszcz) |
| 18:00        | Jóźwiak 24' · Majewski 30' |           |                              | Stadion Miejski, Poznań Widzów: 27 617 Sędzia: Daniel Stefański (Bydgoszcz) |

- Mecz przerwany w 76. minucie przy stanie 0-2 z powodu obrzucenia murawy przedmiotami przez kibiców gospodarzy

#### Grupa B
| 19 maja 2018 | Arka Gdynia               | 0:1   | Śląsk Wrocław                                            |                                                                     |
| 18:00        |                           | (0:1) | 1' Łuczak                                                | Stadion Miejski, Gdynia Widzów: 6 222 Sędzia: Wojciech Myć (Lublin) |
| 18:00        | Szwoch 80' · Sołdecki 85' | (0:1) | 62' Tarasovs · 71' Robak · 90+2' Kosecki · 90+4' Celeban | Stadion Miejski, Gdynia Widzów: 6 222 Sędzia: Wojciech Myć (Lublin) |

| 19 maja 2018 | Cracovia                 | 1:4   | Pogoń Szczecin                                          | |
| 18:00        | Piątek 45+1' (k)         | (1:2) | 9' Drygas · 20' 61' 79' Frączczak                       | Stadion Cracovii im. Józefa Piłsudskiego, Kraków Widzów: 2 193 Sędzia: Mariusz Złotek (Stalowa Wola) |
| 18:00        | Helik 3' · Dytiatjew 23' | (1:2) | 7' Hołota · 54' Matynia · 70' Niepsuj · 90' Walukiewicz | Stadion Cracovii im. Józefa Piłsudskiego, Kraków Widzów: 2 193 Sędzia: Mariusz Złotek (Stalowa Wola) |

| 19 maja 2018 | Lechia Gdańsk           | 1:1   | Sandecja Nowy Sącz                   |                                                                               |
| 18:00        | Flávio 56'              | (0:1) | 29' Trochim                          | Stadion Energa Gdańsk, Gdańsk Widzów: 12 080 Sędzia: Zbigniew Dobrynin (Łódź) |
| 18:00        | Nalepa 50' · Kobryń 53' | (0:1) | 20' Mráz · 79' Benga · 90+1' Bartosz | Stadion Energa Gdańsk, Gdańsk Widzów: 12 080 Sędzia: Zbigniew Dobrynin (Łódź) |

| 19 maja 2018 | Piast Gliwice                                | 4:0   | Bruk-Bet Termalica Nieciecza |                                                                         |
| 18:00        | Mak 23' · Bukata 35' · Živec 78' · Badía 90' | (2:0) |                              | Stadion Miejski, Gliwice Widzów: 6 249 Sędzia: Szymon Marciniak (Płock) |
| 18:00        | Sedlar 47' · Czerwiński 73' · Dziczek 81'    | (2:0) |                              | Stadion Miejski, Gliwice Widzów: 6 249 Sędzia: Szymon Marciniak (Płock) |